# Naeil Shinmun
Le Naeil Shinmun (내일신문) est un quotidien sud-coréen.

## Description
Le journal est édité à Séoul.
Depuis 2000, son rythme de parution est quotidien.